# Alfons Hellemans
Pour les articles homonymes, voir Hellemans.
Alfons Hellemans (né le 7 août 1939 à Bonheiden,,) est un coureur cycliste belge, actif dans les années 1950 et 1960.

## Biographie
En 1961, Alfons Hellemans se classe neuvième du championnat du monde amateurs. L'année suivante, il brille au printemps en remportant le Tour des Flandres des indépendants et en terminant deuxième d'une étape de la Course de la Paix. Il passe ensuite professionnel en août 1962 et le reste jusqu'en 1966. Durant cette période, il gagne une étape du Tour du Nord ainsi que diverses kermesses en Belgique. Il participe également au Tour de France en 1963 avec l'équipe Mercier, où il se retrouve équipier de Raymond Poulidor. 

## Palmarès et résultats

### Palmarès par année
- 1961
  - Bruxelles-Zepperen
  - Bruxelles-Oetingen
  - 9e du championnat du monde sur route amateurs
- 1962
  - Tour des Flandres des indépendants
  - 3e étape du Tour du Nord
  - 3e du Grand Prix de Fourmies
- 1964
  - Ronde van Haspengouw

### Résultats sur les grands tours

#### Tour de France
1 participation
- 1963 : 60e

#### Tour d'Espagne
1 participation
- 1965 : non-partant (19e étape)